# Spider-Man Noir
Peter Benjamin Parker, conocido bajo el alias de Spider-Man Noir o simplemente Spider-Noir, es un superhéroe ficticio que aparece en cómics publicados por Marvel Comics. Esta versión alternativa de Spider-Man es una versión más oscura de Spider-Man y el mito está ambientado en 1933, durante la Gran Depresión y forma parte del universo de Marvel Noir.
Desde su creación, el personaje ha aparecido en numerosas adaptaciones, como la serie animada Ultimate Spider-Man, el videojuego Spider-Man: Shattered Dimensions y la película Spider-Man: Un nuevo universo.

## Historial de publicaciones
El personaje fue creado por David Hine, Fabrice Sapolsky y Carmine Di Giandomenico, y apareció por primera vez en Spider-Man Noir # 1, la primera parte de una miniserie de cuatro números (febrero-mayo de 2009).

## Biografía del personaje ficticio
Mientras que Peter Parker todavía se convierte en el titular de Spider-Man en el cómic protagonizada por su nombre, el foco inicial de la historia está sobre el reportero de Daily Bugle, Ben Urich, un periodista experimentado y respetado que tiene una red de informantes bajo el alias de la Araña. El Duende Verde es un señor del crimen llamado Osborn cuyos secuaces consisten en Enforcers (que consta de Ox, Fancy Dan y Montana), Kraven el Cazador, el Camaleón (un maestro del disfraz) y el Buitre (un monstruo del acto secundario que había desarrollado un gusto por la carne humana). Urich no utiliza la información que tiene que exponer al Duende, sino más bien de chantajearlo, con el fin de obtener suficiente dinero para alimentar su hábito secreto de drogas.
Urich se encuentra con Peter Parker durante una oración por su tía, May Parker, en el Parque Central. El socialista de inclinación de las palabras de la tía May no se sienta bien con los responsables de su aplicación, y Urich se ve obligado a intervenir con el fin de evitar situaciones de peligro, ya sea Peter o May. Urich posteriormente toma a Peter bajo su protección, y después de Peter que por error recibe un chivatazo destinado a la araña, el joven se aventura a un almacén donde los hombres del Duende están descargando un embarque de las antigüedades robadas. Un antiguo en particular - una estatua de araña - roturas abiertas y libera una horda de arañas. Una de las arañas muerde a Peter, lo que le hace perder el conocimiento y el sueño de un dios araña. Cuando despierta, que está al revés en una red negra.
Después de despertarse, Peter descubrió que poseía superpoderes de arácnidos. Peter se puso una máscara y se enfrentó a Norman Osborn en su casa para obligarlo a renunciar a su control sobre la ciudad. Sin embargo, Peter se sorprendió al descubrir a Urich, quien se reveló que había estado chantajeando a Osborn con su información sobre el jefe de la mafia a cambio de alimentar su adicción a las drogas. Enfadado, Peter se va. Al regresar a casa, Peter creó un disfraz basado en el uniforme de aviador de la Primera Guerra Mundial de su tío y se convirtió en el vigilante Spider-Man. Peter más tarde regresó al departamento de Urich para obligarlo a ayudarlo a derrocar al Duende, solo para encontrar al periodista muerto. Fortalecido con la resolución de su tía y amante de Urich, Felicia Hardy - propietaria del club Gata Negra - Peter frustró las operaciones criminales del Duende.
Con el fin de censurar el Daily Bugle, Osborn secuestra al editor J. Jonah Jameson y hace que el Camaleón asuma su lugar. El Camaleón-como-Jameson va al departamento de Urich y le dispara, sin saber que Felicia presenció el asesinato. Hardy va a las oficinas de Daily Bugle y mata al Camaleón, dejando que su cuerpo sea descubierto por Spider-Man poco antes de la llegada de la policía. Spider-Man escapa de las atenciones de la policía y va a su casa, donde mató al buitre, para evitar que asesine a la tía Parker. A pesar de salvar a su tía, May lo criticó por matar al Buitre, ya que podría haberlo detenido con sus poderes. Le dijo a Peter que matar gente le haría menos de lo que lo hace humano.
Spider-Man luego rastreó y se enfrenta a Osborn, habiendo despachado a todos sus secuaces por turno. Durante su pelea, se revela que Osborn es un ex fanático del circo que esconde su rostro de duende detrás de una de las máscaras del Camaleón. Después de que Spider-Man se niega a matar a Osborn, aparece el cuerpo de Kraven, infestado de arañas y apenas vivo, que ataca al Duende y lo mata.
Más tarde, Spider-Man visita a Felicia, quien revela que una vez había tenido una relación con el Duende. Spider-Man se revela como Peter delante de ella, y ella le pregunta por qué está allí. Peter le entrega una foto a Urich que tenía en sus archivos antes de él y Felicia. Spider-Man luego salta por la ventana, y se balancea, dejando atrás a Felicia.

### Ojos sin rostro
Spider-Man Noir: Eyes Without a Face es una secuela de Spider-Man Noir, que tiene lugar unos meses después de la muerte del Duende. En 1934, Peter Parker, Spider-Man, tiene un nuevo problema: el Maestro del Crimen es un criminal enmascarado que se ha hecho cargo como jefe criminal de la ciudad. Mientras investiga, se desarrolla su relación con Felicia Hardy, dueña de The Black Cat speakeasy. Él regresa a casa para encontrar a Joe y Robbie Robertson hablando con la tía May. Como un periodista negro que lucha, Robbie le pide a Peter que establezca una reunión con el Doctor Otto Octavius que está experimentando en la isla de Ellis. Unos días más tarde se reúnen con él y descubren que está experimentando con monos para comprender más acerca de la mente humana. El propio Octavius está en silla de ruedas, pero emplea brazos robóticos controlados, sujetos al respaldo de su silla, para ayudarlo. Después de que se vayan, Robbie sugiere que la historia es más profunda. Esa noche se entregan esclavos negros a la isla de Ellis.
Spider-Man lleva la lucha con el Maestro del Crimen y busca una operación de bebida, chicas y drogas. En una habitación trasera, descubre una cámara de tortura insonorizada. Él va a visitar a Felicia, pero ella está con otra persona. Al regresar a casa, le dicen que Robbie ha desaparecido. En la Isla Ellis, Octavius inspecciona los nuevos sujetos de prueba, y Robbie se encuentra entre ellos. Octavius, que trabaja para los Amigos de Nueva Alemania (TFONG), tiene la intención de usarlos para probar que las razas inferiores pueden controlarse quitando su fuerza de voluntad quirúrgicamente. Spider-Man vuelve a visitar la cámara para obtener más información, pero es emboscado por el Maestro del Crimen y sus hombres. Con ellos está el Hombre de Arena que golpea al Hombre araña en el suelo con facilidad.
La policía, liderada por Jean DeWolff, llegó demasiado tarde para salvar a Spider-Man de una golpiza masiva, pero a tiempo para matar al Hombre de Arena. El Maestro del Crimen se escapa, pero Spider-Man ha logrado vincularlo con TFONG. Un Spider-Man severamente herido va con Felicia para recuperarse. Al día siguiente, ella lo obliga a irse antes de la llegada de su otro hombre, el Desolado Crimen. Felicia lo cuestiona demasiado, y él determina que ella ha estado viendo a Spider-Man. Furioso, la ataca con un fragmento de espejo. Él recibe una llamada del líder de TFONG, diciéndole que cierre la Isla Ellis antes de que todos sean atrapados. Spider-Man va a la Isla Ellis y encuentra a Robbie, pero ya era demasiado tarde ya que Octavius ya había perforado su lóbulo frontal, dejándolo inmóvil.
El Maestro del Crimen llega y comienza a destruir el trabajo de Octavius. Spider-Man aleja a la mayoría de la banda del Maestro del Crimen mientras Octavius obtiene sus brazos robóticos en el Maestro del Crimen. Lo separa con escalpelos, desesperado por salvar su trabajo. Spider-Man luego se enfrenta a Octavius por lo que ha hecho, aplastando sus brazos robóticos. DeWolff llega antes de que Spider-Man lo mate y le dice que agradezca a su novia por llamarlos. Spider-Man ve a Robbie a salvo y se da vuelta para ver a Felicia. Su guardia le dice que no quiere volver a verlo nunca más después de que ella fue herida por él.
Un mes después, Robbie recibe atención de sus padres en casa, pero al verlo así, Peter se siente culpable y molesto. Mary Jane Watson trata de consolarlo afuera, pero todavía siente que está perdiendo a todos los que le importan. Octavius es deportado a Alemania, donde los nazis creen que su discapacidad lo deja inútil, y Felicia se ha recuperado, pero usa una máscara de gato para cubrir todas las cicatrices en su rostro.

### Spider-Verse
Durante la historia de Spider-Verse que presentaba a Spider-Men de varias realidades alternativas, Spider-Man Noir protagonizó el cómic Edge of Spider-Verse # 1, al final del cual fue reclutado por The Superior Spider-Man en su ejército de arañas. También apareció prominentemente en Spider-Verse Team-Up # 1, junto a Spider-Man de seis brazos. En Spider-Woman vol. 5 # 1, Spider-Man Noir se encontró defendiendo las vidas de Silk y Spider-Woman (Jessica Drew) y se hirió en el proceso, después de lo cual fue devuelto a su hogar para sanar y recuperarse.
En el segundo volumen de Spider-Verse durante el evento de Secret Wars, Spider-Man Noir se encontró en el dominio de Battleworld llamado Arachnia, donde encontró y observó a Spider-Gwen, Spider-Ham, Spider-Man: India, Spider-UK, y Anya Corazón (ninguno de ellos recuerda su encuentro anterior durante el Spider-Verse original), aunque optó por no revelarse a ellos hasta que se estrellaron en una de sus opearaciones.
Tras la conclusión de Secret Wars, el equipo de seis Spiders que se formó durante el evento se renombrará a sí mismo y aparecerá en una nueva serie llamada Red de Guerreros, un nombre acuñado por Peter Parker de la serie de televisión, Ultimate Spider-Man durante el Spider-Verse original.

### Spider-Geddon
Durante la historia de Spider-Geddon, varios homólogos de Spider-Man de diferentes dimensiones vuelven a unirse entre ellos Spider-Man Noir junto a su equipo de Red de Guerreros para enfrentar nuevamente a los Herederos en Spider-Geddon #1, quienes logran volver a la Tierra mediante dispositivos de clonación que eran propiedad del Doctor Octopus.
Durante el primer encuentro entre las arañas y los cazadores totémicos, Spider-Man Noir intenta evitar que ellos resuciten completamente en las máquinas, pero es rápidamente interceptado por Morlun, finalmente Peter se sacrifica disparando a los tanques ocasionando una explosión que acaba con su vida.

## Poderes y Habilidades
Esta encarnación de Spider-Man tiene los mismos poderes que su homólogo clásico: fuerza, velocidad y agilidad proporcionadas por una araña, junto con un sentido de araña y la capacidad de rociar tela orgánica de sus manos y adherirse a las paredes. Al igual que el tradicional Spider-Man, usa su agilidad acrobática para maniobrar sobre los tejados y usa sus redes como redes para aturdir y capturar a sus enemigos.

### Equipo
El vestuario y el equipo son diferentes de los originales, especialmente el traje que se compone de un vestido normal de la época combinado con un abrigo; El aspecto básico del traje es la máscara hecha con el casco y las gafas de aviador utilizadas por su tío durante la Gran Guerra y el traje hecho en kevlar puede resistir balas y explosiones. También usa una variedad de armas de fuego, incluyendo un revólver y una ametralladora para herir gravemente o matar a criminales.

## En otros medios

### Televisión
- Una versión alternativa de Spider-Man Noir conocido como Slinger aparece en Avengers Assemble de la primera temporada, episodio "Planeta Doom", con la voz de Drake Bell. El traje de Slinger se asemeja casi a la perfección el traje de Spider-Man Noir. Esta versión es un miembro de los Defensores, un grupo de resistencia de vigilantes que están contra el Doctor Doom que ha conquistado el mundo. Slinger trabaja junto a Bullseye (Ojo de Halcón) y Snap (Sam Wilson), que están a la espera de su salvador predicho, el dios del trueno, Thor. Después de la derrota de la condenación, la realidad vuelve a la normalidad, y Slinger vuelve a Spider-Man.
- Aparece en Ultimate Spider-Man, expresado por Milo Ventimiglia:
  - En la tercera temporada, episodio "El Univers-Araña, Parte 2", cuando Spider-Man persigue al Duende Verde hacia una Tierra alternativa en blanco y negro, se encuentra con Spider-Man Noir apodado "La Araña", siendo un Peter Parker adulto que lucha por su cuenta y en alejarse a los que ama como a su tía May que no la ve hace años, incluyendo a Mary Jane Watson como una reportera del Daily Bugle siendo su interés amoroso. Al rescatar a Mary Jane con Spider-Man, decide trabajar solo luego que el Duende tomara una muestra de su ADN. En "El Univers-Araña, Parte 4", Spider-Man trae a Spider-Man Noir junto a Spider-Man 2099 (una versión futura de Spider-Man), Spider-Knight (una versión blindada medieval de Spider-Man), Spider-Girl (una versión femenina intercambiado en el género de Spider-Man llamada Petra Parker), Spider-Ham (un antropomorfo versión porcina de Spider-Man), y el último Spider-Man (un adolescente afroamericano / hispano llamado Miles Morales, que es el sucesor de Spider-Man en el universo Ultimate Marvel). Forman un equipo conocido como la Red de Guerreros con el fin de luchar contra el Duende Verde, que se ha transformado en una forma aún más monstruosa conocida como el Duende Araña, y al volverlo a la normalidad, deben también en enfrentarse a Electro de ayudarlos, usa el antiguo Helicarrier en ser un robot destructivo para destruir la ciudad. Electro es derrotado y detonan el Helicarrier transformado al espacio. Con los villanos derrotados, la Red de Guerreros vuelven a sus respectivas dimensiones, incluyendo a Spider-Man Noir.
  - En la cuarta temporada, Spider-Man Noir hace un cameo en el episodio de la cuarta temporada "A Miles de Kilómetros de casa". Spider-Man Noir regresa en el episodio "Regreso al Univers-Araña" Parte 3", donde encuentra a Spider-Man y Chico Arácnido enredos con el Sr. Joe Fixit (una versión Noir de Hulk) y sus secuaces, Thunderbolt y A-Bombardier, que están en una guerra de pandillas con la versión Noir de Hammerhead. Cuando Spider-Man Noir aparece, no quiere que Spider-Man y Chico Arácnido rompan la guerra de pandillas porque desde que lo vieron por última vez, perdió a Mary Jane en un accidente causado por la pandilla de Hammerhead, por lo que culpa a Mr. Fixit. Spider-Man encuentra el fragmento Sitio Peligroso en la nueva ametralladora que fue proporcionada por Martin Li, el súbdito de Hammerhead. Al tocar el Sitio Peligroso, Martin Li se convierte en el Señor Negativo para convertirse en el nuevo señor del crimen; él puede transmutar cualquier cosa en piedra y derrocar a Hammerhead. Después de que Señor Negativo rechaza a Wolf Spider, Spider-Man y Chico Arácnido persuaden a Spider-Man Noir y al Sr. Fixit para que trabajen juntos para ayudar a detener a Señor Negativo. Durante la pelea final, Noir Peter se sacrifica convirtiéndose en piedra después de recibir una explosión destinada a Fixit, pero Fixit logra restaurar a todos de vuelta a la normalidad después de tomar el fragmento de Mr. Negativo, que también restaura el mundo para colorear. Noir Peter le agradece a Ultimate Peter y Miles antes de que se vayan y comienza una asociación con Fixit. En el episodio "Regreso al Univers-Araña, Parte 4", Spider-Man Noir es una de las personas con araña que tiene su fuerza de vida agotada por Wolf Spider. Recupera su fuerza vital tras la derrota de Wolf Spider.
- Una adaptación a serie live-action producida por Sony Pictures Television, y protagonizada por Nicolas Cage como Spider-Noir, será estrenada próximamente en la cadena MGM+

### Cine
- Peter Parker / Spider-Man Noir se presenta en la película de 2018 Spider-Man: Un nuevo universo, con la voz de Nicolas Cage.[14] Llega al universo de Miles Morales junto con Spider-Ham y Peni Parker. Esta versión habla en un dialecto estereotipado de la década de 1930 similar a Humphrey Bogart, James Cagney y Edward G. Robinson (que es en lo que Cage basó el personaje). Debido a que su universo está completamente en negro, blanco y gris, no está familiarizado con los colores y se le ve jugando con un cubo de Rubik, que le gusta a él. Cuando regresa a su dimensión, se lleva el cubo a casa y se las arregla para resolverlo. En los créditos, se muestra vendiéndolo a la gente de su mundo. Noir regresa en Spider-Man: Across the Spider-Verse (2023) como parte del equipo de Gwen para rescatar a Miles, junto con Ham y Peni.
- La película de Marvel Cinematic Universe (MCU) Spider-Man: Lejos de casa (2019) que presenta un traje de sigilo táctico dado a Peter Parker por Nick Fury, que está inspirado en el traje de Spider-Man Noir.[15] Después de que Parker usa el traje en una batalla contra el Elemental de Fuego en Praga, el público lo conoce como "Night Monkey", un nombre inventado por su amigo Ned Leeds.[16]

### Videojuegos
- Spider-Man Noir aparece en el videojuego Spider-Man: Shattered Dimensions, expresado por Christopher Daniel Barnes.[17] Su realidad es una de las cuatro dimensiones alternas que se siembra por piezas de la tableta de orden y el caos. Spider-Man Noir puede mezclarse con las sombras para hacer ataques furtivos sobre los enemigos.
- Spider-Man Noir aparece en el juego en línea Marvel Super Hero Squad Online.
- Spider-Man Noir aparece como uno de los primeros trajes DLC a través bono de pre-orden en The Amazing Spider-Man 2.
- Spider-Man Noir aparece como un traje de alta calidad para Spider-Man en Marvel Heroes.
- Spider-Man Noir aparece como un personaje jugable en Spider-Man Unlimited. Doctor Octopus Noir y Sandman Noir aparece como jefe de villanos.
- Spider-Man Noir aparece como un personaje jugable en Marvel: Avengers Alliance.
- Spider-Man Noir aparece como un personaje jugable en Lego Marvel Super Heroes 2.[18]
- Spider-Man Noir aparece como un traje alternativo en el videojuego Marvel's Spider-Man para PlayStation 4.